# Kazimierz Jacynik

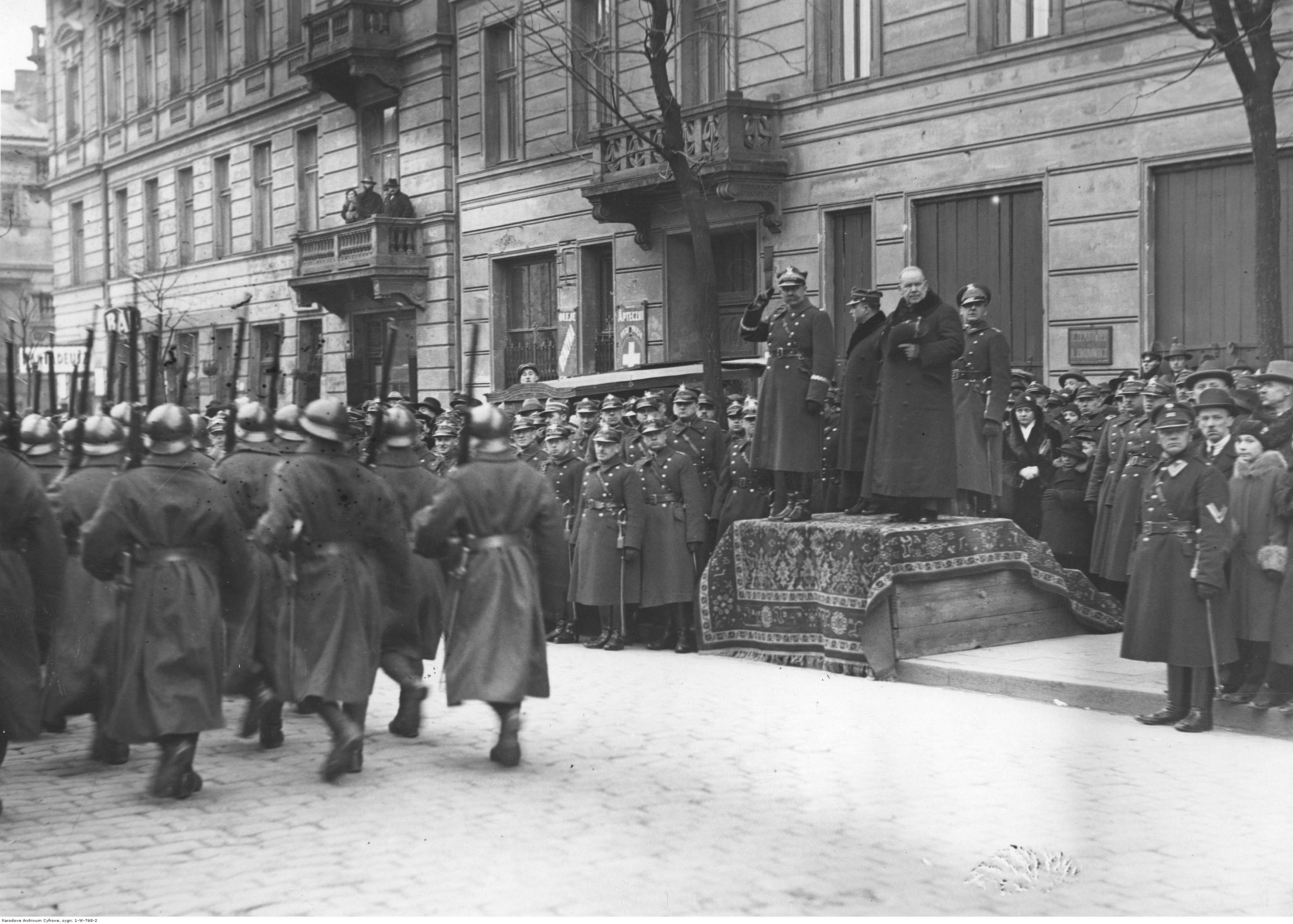
Defilada wojska po rezurekcji w Warszawie. Na podeście widoczni gen. Kazimierz Jacynik (1 z lewej), bp polowy Stanisław Gall, płk Bolesław Wieniawa-Długoszowski

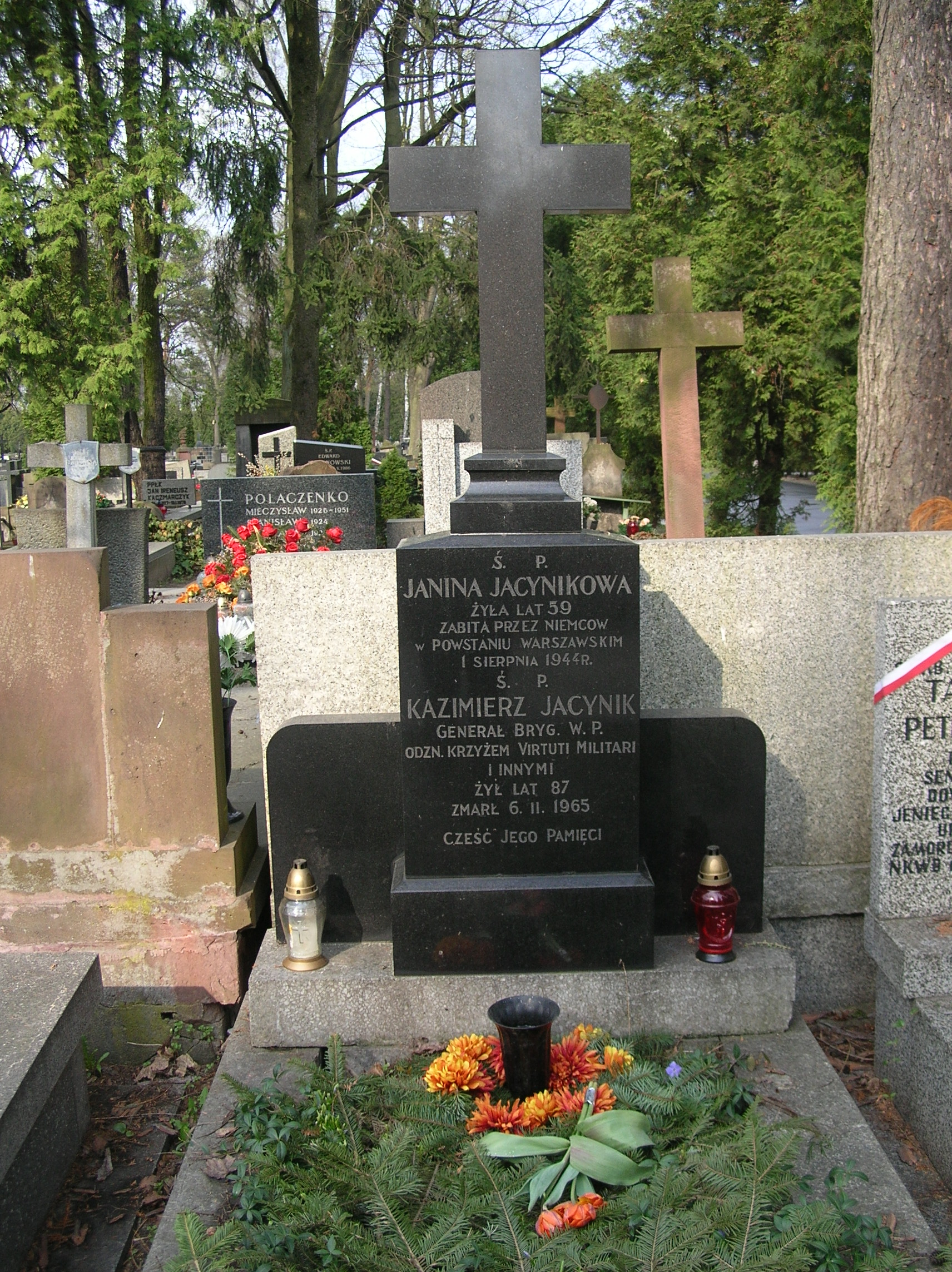
Grób gen. Jacynika na Wojskowych Powązkach.

Kazimierz Jacynik (ur. 8 stycznia 1878 w Maciejowie, zm. 6 lutego 1965 w Warszawie) – generał brygady Wojska Polskiego, kawaler Orderu Virtuti Militari.

## Życiorys
Urodził się 8 stycznia 1878 roku w Maciejowie, w rodzinie Konstantego i Marii z Moszczyńskich. W 1899 roku, po ukończeniu Oficerskiej Szkoły Piechoty w Odessie, został zawodowym oficerem piechoty Armii Imperium Rosyjskiego. W 1906 roku uczestniczył w rosyjskiej wyprawie na Kretę. W czasie I wojny światowej dowódca kompanii i batalionu na froncie. W 1915 roku dostał się do niewoli niemieckiej.
W grudniu 1918 roku, po uwolnieniu z niewoli, rozpoczął służbę w 4 Dywizji Strzelców Polskich. Jako zastępca dowódcy 13 pułku strzelców polskich przybył z nią do Polski.
W okresie od lipca 1919 roku do grudnia 1923 roku dowódca 30 pułku piechoty i XX Brygady Piechoty. Pułkiem i brygadą dowodził na wojnie z bolszewikami. 10 grudnia 1923 roku został mianowany dowódcą piechoty dywizyjnej 8 Dywizji Piechoty w Modlinie. 31 lipca 1927 roku został wyznaczony na stanowisko zastępca dowódcy Okręgu Korpusu Nr I w Warszawie. 24 grudnia 1929 roku został zwolniony z zajmowanego stanowiska służbowego, a z dniem 28 lutego 1930 roku przeniesiony w stan spoczynku.
Został osadnikiem wojskowym w Starych Koszarach.
Osiadł w Warszawie i tam 6 lutego 1965 roku zmarł. Pochowany na Cmentarzu Wojskowym na Powązkach (kwatera A16-8-2).

## Awanse
- podporucznik (Подпоручик) – 1901
- porucznik (Поручик) – 1905
- sztabskapitan (Штабс-капитан) – 1909
- kapitan (Капитан) – 1913
- podpułkownik – zatwierdzony 11 czerwca 1920 roku z dniem 1 kwietnia 1920 roku, w piechocie, w grupie oficerów byłych Korpusów Wschodnich i byłej armii rosyjskiej[8]
- pułkownik – zweryfikowany 3 maja 1922 roku ze starszeństwem z dniem 1 czerwca 1919 roku i 89. lokatą w korpusie oficerów piechoty[9]
- generał brygady – 1 stycznia 1928 roku ze starszeństwem z dniem 1 stycznia 1928 roku i 2. lokatą w korpusie generałów[10]

## Ordery i odznaczenia
- Krzyż Srebrny Orderu Wojskowego Virtuti Militari[11]
- Krzyż Komandorski Orderu Odrodzenia Polski (9 listopada 1931)[12]
- Krzyż Oficerski Orderu Odrodzenia Polski (2 maja 1923)[13][14][15]
- Krzyż Walecznych (trzykrotnie, po raz pierwszy w 1921)[16]
- Złoty Krzyż Zasługi (10 sierpnia 1924)[17]
- Krzyż Komandorski Orderu Gwiazdy Rumunii (Rumunia, zezwolenie 1923)[18]